# Isatis trachycarpa
Isatis trachycarpa är en korsblommig växtart som beskrevs av Ernst Rudolf von Trautvetter. Isatis trachycarpa ingår i släktet vejdar, och familjen korsblommiga växter. Inga underarter finns listade i Catalogue of Life.